# Seznam modelů Amigy
Toto je seznam modelů Amigy a jejich klonů vyráběných od roku 1985.